# شقراق ليلكي الصدر
شقراق ليلكي الصدر (الاسم العلمي:Coracias caudatus) (بالإنجليزية: Lilac-breasted Roller)‏ هي نوع من الطيور يتبع جنس الشقراق من فصيلة الشقراقية.